# Lista över världens centralbanker
Detta är en lista över ett antal av världens centralbanker. 
| Land                                  | Svenskt namn                                    | Nationellt namn och engelskt namn                                                      |
| ------------------------------------- | ----------------------------------------------- | -------------------------------------------------------------------------------------- |
| Afghanistan                           | Afghanistans centralbank                        | Da Afghanistan Bank                                                                    |
| Albanien                              | Albaniens centralbank                           | Banka e Shqipërisë                                                                     |
| Algeriet                              | Algeriets centralbank                           | Banque d'Algérie                                                                       |
| Angola                                | Angolas centralbank                             | Banco Nacional de Angola                                                               |
| Anguilla (OECS)                       | Östkaribiska centralbanken                      | Eastern Caribbean Central Bank                                                         |
| Antigua och Barbuda (OECS)            | Östkaribiska centralbanken                      | Eastern Caribbean Central Bank                                                         |
| Argentina                             | Argentinas centralbank                          | Banco Central de la Republica Argentina                                                |
| Armenien                              | Armeniens centralbank                           |                                                                                        |
| Aruba                                 | Arubas centralbank                              | Centrale Bank van Aruba                                                                |
| Australien                            | Australiens centralbank                         | Reserve Bank of Australia                                                              |
| Azerbajdzjan                          | Azerbajdzjans centralbank                       | Azərbaycan Respublikası Milli Bankı                                                    |
| Bahamas                               | Bahamas centralbank                             | Central Bank of The Bahamas                                                            |
| Bahrain                               | Bahrains centralbank                            |                                                                                        |
| Bangladesh                            | Bangladesh centralbank                          |                                                                                        |
| Barbados                              | Barbados centralbank                            | Central Bank of Barbados                                                               |
| Belgien                               | Belgiens centralbank                            | Nationale Bank van Belgie, Banque Nationale de Belgiqu                                 |
| Belize                                | Belizes centralbank                             | Central Bank of Belize                                                                 |
| Benin (UEMOA)                         | Centralbanken för de västafrikanska staterna    | Central Bank of West African States, Banque Centrale des Etats de l'Afrique de l'Ouest |
| Bermuda                               | Bermudas centralbank                            | Bermuda Monetary Authority                                                             |
| Bhutan                                | Bhutans centralbank                             | Royal Monetary Authority of Bhutan                                                     |
| Bolivia                               | Bolivias centralbank                            | Banco Central de Bolivia                                                               |
| Bosnien och Hercegovina               | Bosniens och Hercegovinas centralbank           | Centralna Banka Bosne i Hercegovine, Централна банка Босне и Херцеговине               |
| Botswana                              | Botswanas centralbank                           | Bank of Botswana                                                                       |
| Brasilien                             | Brasiliens centralbank                          | Banco Central do Brasil                                                                |
| Brunei                                | Bruneis centralbank                             | Brunei Currency and Monetary Board                                                     |
| Bulgarien                             | Bulgariens centralbank                          | Българска народна банка                                                                |
| Burkina Faso (UEMOA)                  | Centralbanken för de västafrikanska staterna    | Central Bank of West African States, Banque Centrale des Etats de l'Afrique de l'Ouest |
| Burundi                               | Republiken Burundis bank                        | Banque de la République du Burundi                                                     |
| Caymanöarna                           | Caymanöarnas centralbank                        | Cayman Islands Monetary Authority                                                      |
| Centralafrikanska republiken (CEMAC)  | Centralbanken för de centralafrikanska staterna | Bank of Central African States, Banque des Etats de l’Afrique Centrale                 |
| Chile                                 | Chiles centralbank                              | Banco Central de Chile                                                                 |
| Colombia                              | Republikens bank                                | Banco de la República                                                                  |
| Costa Rica                            | Costa Ricas centralbank                         | Banco Central de Costa Rica                                                            |
| Curaçao och Sint Maarten              | Curaçaos och Sint Maartens centralbank          | Centrale Bank van Curaçao en Sint Maarten, Central Bank of Curaçao and Sint Maarten    |
| Cypern                                | Cyperns centralbank                             | Κεντρική Τράπεζα της Κύπρου                                                            |
| Danmark                               | Danmarks nationalbank                           | Danmarks Nationalbank                                                                  |
| Dominica (OECS)                       | Östkaribiska centralbanken                      | Eastern Caribbean Central Bank                                                         |
| Dominikanska republiken               | Dominikanska republikens centralbank            | Banco Central de la República Dominicana                                               |
| Ecuador                               | Ecuadors centralbank                            | Banco Central del Ecuador                                                              |
| Egypten                               | Egyptens centralbank                            |                                                                                        |
| Ekvatorialguinea (CEMAC)              | Centralbanken för de centralafrikanska staterna | Bank of Central African States, Banque des Etats de l’Afrique Centrale                 |
| Elfenbenskusten (UEMOA)               | Centralbanken för de västafrikanska staterna    | Central Bank of West African States, Banque Centrale des Etats de l'Afrique de l'Ouest |
| El Salvador                           | El Salvadors centralbank                        | The Banco Central de Reserva de El Salvador                                            |
| Estland                               | Estlands centralbank                            | Eesti Pank                                                                             |
| Etiopien                              | Etiopiens centralbank                           |                                                                                        |
| Europeiska unionen                    | Europeiska centralbanken                        |                                                                                        |
| Fiji                                  | Fijis centralbank                               | Reserve Bank of Fiji                                                                   |
| Filippinerna                          | Filippinernas centralbank                       | Bangko Sentral ng Pilipinas                                                            |
| Finland                               | Finlands Bank                                   | Finlands Bank, Suomen Pankki                                                           |
| Frankrike                             | -                                               | Banque de France                                                                       |
| Förenade Arabemiraten                 | Förenade Arabemiratens centralbank              |                                                                                        |
| Gabon (CEMAC)                         | Centralbanken för de centralafrikanska staterna | Bank of Central African States, Banque des Etats de l’Afrique Centrale                 |
| Gambia                                | Gambias centralbank                             | Central Bank of The Gambia                                                             |
| Georgien                              | Georgiens centralbank                           |                                                                                        |
| Ghana                                 | Ghanas centralbank                              | Bank of Ghana                                                                          |
| Grekland                              | Greklands centralbank                           | Τράπεζα της Ελλάδος                                                                    |
| Grenada (OECS)                        | Östkaribiska centralbanken                      | Eastern Caribbean Central Bank                                                         |
| Guatemala                             | Guatemalas centralbank                          | Banco de Guatemala                                                                     |
| Guinea-Bissau (UEMOA)                 | Centralbanken för de västafrikanska staterna    | Central Bank of West African States, Banque Centrale des Etats de l'Afrique de l'Ouest |
| Guyana                                | Guyanas bank                                    | Bank of Guyana                                                                         |
| Haiti                                 | Haitis centralbank                              |                                                                                        |
| Honduras                              | Honduras centralbank                            | Banco Central de Honduras                                                              |
| Hongkong                              | Hongkongs centralbank                           | Hong Kong Monetary Authority                                                           |
| Indien                                | Indiens centralbank                             | Reserve Bank of India                                                                  |
| Indonesien                            | Indonesiens centralbank                         | Bank Indonesia                                                                         |
| Irak                                  | Iraks centralbank                               |                                                                                        |
| Iran                                  | Irans centralbank                               | Bank Markazi Jomhouri Islami Iran                                                      |
| Irland                                | Irlands centralbank                             | Central Bank and Financial Services Authority of Ireland                               |
| Island                                | Islands centralbank                             | Seðlabanki Íslands                                                                     |
| Israel                                | Israels centralbank                             |                                                                                        |
| Italien                               | Italiens centralbank                            | Banca d'Italia                                                                         |
| Jamaica                               | Jamaicas centralbank                            | Bank of Jamaica                                                                        |
| Japan                                 | Japans centralbank                              |                                                                                        |
| Jemen                                 | Jemens centralbank                              |                                                                                        |
| Jordanien                             | Jordaniens centralbank                          |                                                                                        |
| Kambodja                              | Kambodjas centralbank                           |                                                                                        |
| Kamerun (CEMAC)                       | Centralbanken för de centralafrikanska staterna | Bank of Central African States, Banque des Etats de l’Afrique Centrale                 |
| Kanada                                | Kanadas centralbank                             | Bank of Canada, Banque du Canada                                                       |
| Kap Verde                             | Kap Verdes centralbank                          | Banco de Cabo Verde                                                                    |
| Kazakstan                             | Kazakstans centralbank                          |                                                                                        |
| Kenya                                 | Kenyas centralbank                              |                                                                                        |
| Kina                                  | Kinas centralbank                               |                                                                                        |
| Kirgizistan                           | Kirgizistans centralbank                        | Национальный банк Кыргызской Республики                                                |
| Komorerna                             | Komorernas centralbank                          | Central Bank of the Comoros, Banque Centrale des Comores                               |
| Kongo, Demokratiska republiken        | Kongos centralbank                              | Banque Centrale du Congo                                                               |
| Kongo, Republiken (CEMAC)             | Centralbanken för de centralafrikanska staterna | Bank of Central African States, Banque des Etats de l’Afrique Centrale                 |
| Kroatien                              | Kroatiska nationalbanken                        | Hrvatska Narodna Banka                                                                 |
| Kuba                                  | Kubas centralbank                               | Banco Central de Cuba                                                                  |
| Kuwait                                | Kuwaits centralbank                             |                                                                                        |
| Lesotho                               | Lesothos centralbank                            | Central Bank of Lesotho, Banka e Kholo ea Lesotho                                      |
| Lettland                              | Lettlands centralbank                           | Latvijas Banka                                                                         |
| Libanon                               | Libanons centralbank                            | Banque du Liban                                                                        |
| Libyen                                | Libyens centralbank                             |                                                                                        |
| Litauen                               | Littauens centralbank                           | Lietuvos bankas                                                                        |
| Luxemburg                             | Luxemburgs centralbank                          | Banque Centrale du Luxembourg                                                          |
| Macao                                 | Macaos centralbank                              | Monetary Authority of Macao, Autoridade Monetária de Macau                             |
| Madagaskar                            | Madagaskars centralbank                         | Central Bank of Madagascar, Banque Centrale de Madagascar                              |
| Makedonien                            | Makedoniens nationalbank                        | Народна банка на Рапублика Македонија                                                  |
| Malawi                                | Malawis centralbank                             | Reserve Bank of Malawi                                                                 |
| Malaysia                              | Malaysias centralbank                           | Bank Negara Malaysia                                                                   |
| Maldiverna                            | Maldivernas centralbank                         | Maldives Monetary Authority                                                            |
| Mali (UEMOA)                          | Centralbanken för de västafrikanska staterna    | Central Bank of West African States, Banque Centrale des Etats de l'Afrique de l'Ouest |
| Malta                                 | Maltas centralbank                              | Central Bank of Malta                                                                  |
| Marocko                               | Marockos centralbank                            | Bank Al-Maghrib                                                                        |
| Mauretanien                           | Mauretaniens centralbank                        | Banque Centrale de Mauritanie                                                          |
| Mauritius                             | Mauritius' centralbank                          | Bank of Mauritius                                                                      |
| Mexiko                                | Mexikos centralbank                             | Banco de México                                                                        |
| Moçambique                            | Moçambiques centralbank                         | Bank of Mozambique, Banco de Moçambique                                                |
| Moldavien                             | Moldaviens centralbank                          | Banca Naţională a Moldovei                                                             |
| Mongoliet                             | Mongoliets centralbank                          | Mongol Bank                                                                            |
| Montserrat (OECS)                     | Östkaribiska centralbanken                      | Eastern Caribbean Central Bank                                                         |
| Namibia                               | Namibias centralbank                            | Bank of Namibia                                                                        |
| Nederländerna                         | Nederländernas centralbank                      | De Nederlandsche Bank                                                                  |
| Nepal                                 | Nepals centralbank                              |                                                                                        |
| Nicaragua                             | Nicaraguas centralbank                          | Banco Central de Nicaragua                                                             |
| Niger (UEMOA)                         | Centralbanken för de västafrikanska staterna    | Central Bank of West African States, Banque Centrale des Etats de l'Afrique de l'Ouest |
| Nigeria                               | Nigerias centralbank                            | Central Bank of Nigeria                                                                |
| Nordkorea                             | Nordkoreas centralbank                          |                                                                                        |
| Norge                                 | Norges Bank                                     | Norges Bank                                                                            |
| Nya Zeeland                           | Nya Zeelands centralbank                        | Reserve Bank of New Zealand                                                            |
| Oman                                  | Omans centralbank                               |                                                                                        |
| Pakistan                              | Pakistans statsbank                             |                                                                                        |
| Papua Nya Guinea                      | Papua Nya Guineas bank                          | Bank of Papua New Guinea                                                               |
| Paraguay                              | Paraguays centralbank                           | Banco Central del Paraguay                                                             |
| Peru                                  | Perus centralbank                               | Banco Central de Reserva del Peru                                                      |
| Polen                                 | Polens centralbank                              | Narodowy Bank Polski                                                                   |
| Portugal                              | Portugals centralbank                           | Banco de Portugal                                                                      |
| Qatar                                 | Qatars centralbank                              |                                                                                        |
| Rumänien                              | Rumäniens centralbank                           | Banca Natională a României                                                             |
| Ryssland                              | Rysslands centralbank                           | Банк России                                                                            |
| Rwanda                                | Rwandas nationalbank                            | Banque Nationale du Rwanda, National Bank of Rwanda                                    |
| Saint Kitts och Nevis (OECS)          | Östkaribiska centralbanken                      | Eastern Caribbean Central Bank                                                         |
| Saint Lucia (OECS)                    | Östkaribiska centralbanken                      | Eastern Caribbean Central Bank                                                         |
| Saint Vincent och Grenadinerna (OECS) | Östkaribiska centralbanken                      | Eastern Caribbean Central Bank                                                         |
| Salomonöarna                          | Salomonöarnas centralbank                       | Central Bank of Solomon Islands                                                        |
| Samoa                                 | Samoas centralbank                              | Central Bank of Samoa                                                                  |
| San Marino                            | San Marinos centralbank                         | Banca Centrale della Repubblica di San Marino                                          |
| Saudiarabien                          | Saudiarabiens centralbank                       |                                                                                        |
| Senegal (UEMOA)                       | Centralbanken för de västafrikanska staterna    | Central Bank of West African States, Banque Centrale des Etats de l'Afrique de l'Ouest |
| Serbien                               | Serbiens centralbank                            | Narodna banka Srbije                                                                   |
| Seychellerna                          | Seychellenes centralbank                        | Central Bank of Seychelles                                                             |
| Sierra Leone                          | Sierra Leones centralbank                       | Bank of Sierra Leone                                                                   |
| Singapore                             | Singapores centralbank                          | Monetary Authority of Singapore                                                        |
| Slovakien                             | Slovakiens nationalbank                         | Národná banka Slovenska                                                                |
| Slovenien                             | Sloveniens bank                                 | Banka Slovenije                                                                        |
| Spanien                               | Spaniens centralbank                            | Banco de España                                                                        |
| Sri Lanka                             | Sri Lankas centralbank                          | Central Bank of Sri Lanka                                                              |
| Storbritannien                        | -                                               | Bank of England                                                                        |
| Sudan                                 | Sudans centralbank                              | Bank of Sudan                                                                          |
| Surinam                               | Surinams centralbank                            | Centrale Bank van Suriname                                                             |
| Schweiz                               | Schweiz' centralbank                            | Schweizerische Nationalbank, Banque Nationale Suisse                                   |
| Sverige                               | Sveriges riksbank                               |                                                                                        |
| Swaziland                             | Swazilands centralbank                          | The Central Bank of Swaziland                                                          |
| Sydafrika                             | Sydafrikas centralbank                          | South African Reserve Bank                                                             |
| Sydkorea                              | Sydkoreas centralbank                           |                                                                                        |
| Tadzjikistan                          | Tadzjikistans centralbank                       | Бонки миллии Тоҷикистон                                                                |
| Taiwan                                | Kinas centralbank                               |                                                                                        |
| Tanzania                              | Tanzanias centralbank                           |                                                                                        |
| Thailand                              | Thailands centralbank                           |                                                                                        |
| Tchad (CEMAC)                         | Centralbanken för de centralafrikanska staterna | Bank of Central African States, Banque des Etats de l’Afrique Centrale                 |
| Tjeckien                              | Tjeckiens centralbank                           | Česká národni banka                                                                    |
| Togo (UEMOA)                          | Centralbanken för de västafrikanska staterna    | Central Bank of West African States, Banque Centrale des Etats de l'Afrique de l'Ouest |
| Tonga                                 | Tongas centralbank                              | Pangike Pule Fakafonua 'O Tonga, National Reserve Bank of Tonga                        |
| Trinidad och Tobago                   | Trinidads och Tobagos centralbank               | Central Bank of Trinidad and Tobago                                                    |
| Tunisien                              | Tunisiens centralbanl                           | Banque Centrale de Tunisie                                                             |
| Turkiet                               | Turkiets centralbank                            | Türkiye Cumhuriyet Merkez Bankasi                                                      |
| Tyskland                              | -                                               | Deutsche Bundesbank                                                                    |
| Uganda                                | Ugandas centralbank                             | Bank of Uganda                                                                         |
| Ukraina                               | Ukrainas centralbank                            | Національний банк України                                                              |
| Ungern                                | Ungerns centralbank                             | Magyar Nemzeti Bank                                                                    |
| Uruguay                               | Uruguays centralbank                            | Banco Central del Uruguay                                                              |
| USA                                   | -                                               | Federal Reserve System                                                                 |
| Vanuatu                               | Vanuatus centralbank                            | Reserve Bank of Vanuatu                                                                |
| Venezuela                             | Venezuelas centralbank                          | Banco Central de Venezuela                                                             |
| Vitryssland                           | Vitrysslands centralbank                        |                                                                                        |
| Zambia                                | Zambias centralbank                             | Bank of Zambia                                                                         |
| Zimbabwe                              | Zimbabwes centralbank                           | Reserve Bank of Zimbabwe                                                               |
| Österrike                             | Österrikes centralbank                          | Österreichische Nationalbank                                                           |